# Сражение под Млавой

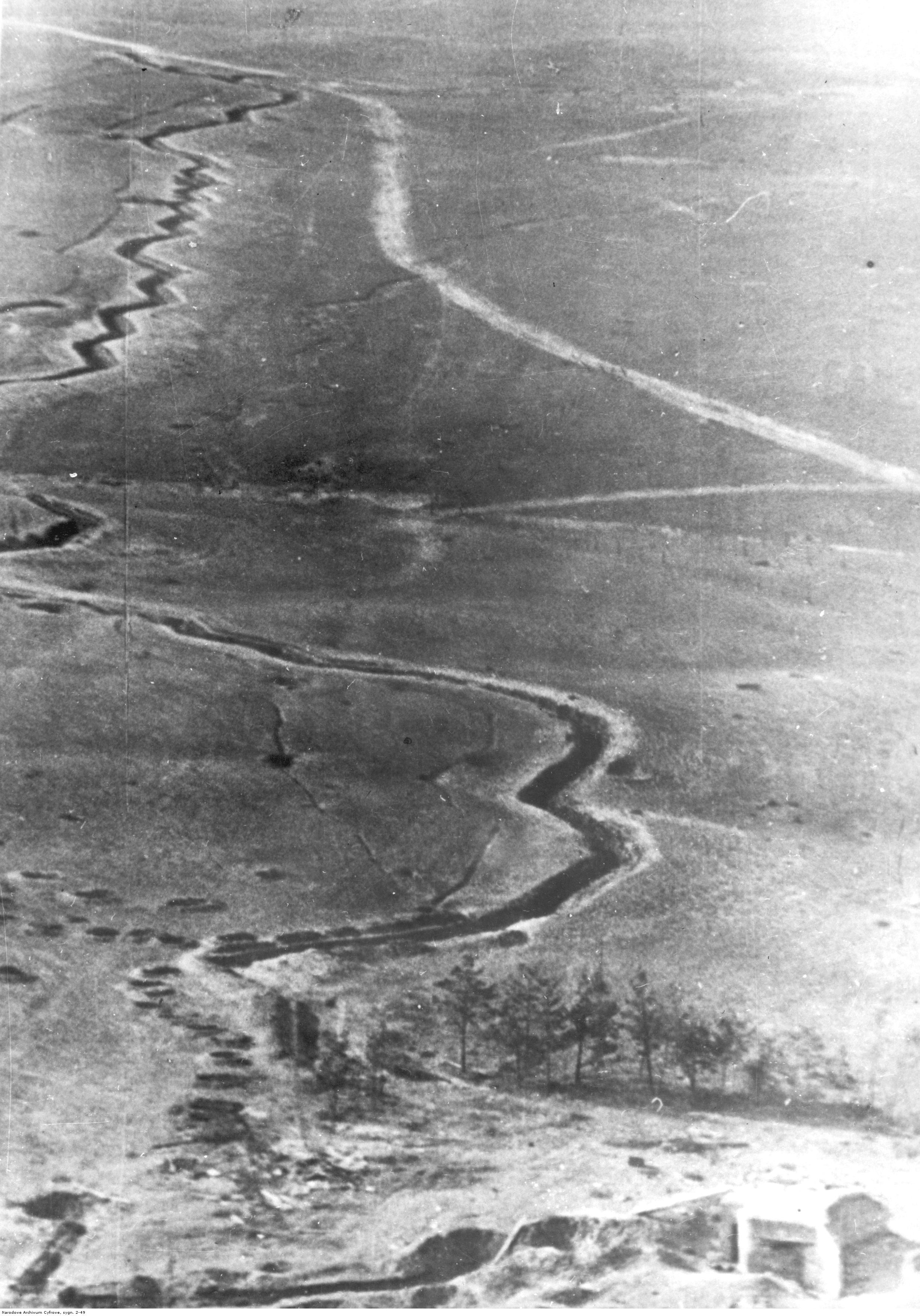
Линия польских траншей под Млавой

Сражение под Млавой (польск. Bitwa pod Mławą) — одно из первых сражений оборонительной войны Польши и Второй мировой войны в целом. Проходило между польской армией «Модлин» генерала Эмиля Круковича-Пшедржимирского и 3-й немецкой армией генерала Георга фон Кюхлера.

## Военно-стратегическая ситуация
Немецкий план агрессии против Польши (План «Вайс») предполагал, что важнейшее наступление — помимо из Верхней Силезии — также начнется из Восточной Пруссии в общем направлении на Варшаву. Наступлению должны были способствовать небольшое расстояние от границы до польской столицы и равнинная местность северной Мазовии. Немецкий план не стал неожиданностью для поляков, и в 1939 году польская армия «Модлин» под командованием генерала Эмиля Круковича-Пшедржимирского была направлена на защиту северной границы страны. В составе двух пехотных дивизий и двух кавалерийских бригад она была развернута вдоль границы с Восточной Пруссией с целью остановить возможное нападение Германии на Варшаву и крепость Модлин. Незадолго до войны, с 14 июля 1939 года, оборону в центре позиции армии «Модлин» начали укреплять путем строительства линии полевых укреплений и железобетонных укрытий севернее Млавы. К началу боевых действий удалось возвести 49 бункеров в районе Млавы и ещё шесть — в районе Женгновской позиции. Линия из бункеров протяжённостью почти 60 км проходила по направлению Тужа-Мала — Унишки-Завадские — Женгново. Восточнее армии «Модлин» группа «Нарев» должена была держать оборону в старых русских фортах времён Первой мировой войны.

## Ход сражения
Утром 1 сентября главные силы 3-й немецкой армии генерала Кюхлера начали наступление на Млаву. Немецкая сторона допустила одну серьезную ошибку: разведка не обнаружила существования укреплений у Млавы.
Наступление остановилось, как только немецкие части подошли к польским укреплениям. Противник, застигнутый врасплох сильным и точным огнем пулеметов и артиллерии 20-й стрелковой дивизии, понес большие потери. В районе Млавского леса немецкий 44-й пехотный полк был выбит контратакой польской кавалерии. Неудачей обернулась и атака 61-й и 11-й дивизий на Дзялдово. После того как очередная атака пехоты не удалась, немцы ввели в бой танки, но 6 машин из 50 были потеряны, остальные повернули назад. Только на правом фланге польской линии немцы добились успеха: 12-я пехотная дивизия и 1-я кавалерийская бригада успешно выбили Мазовецкую кавалерийскую бригаду с позиций у города Хожеле.
В начале следующего дня (2 сентября) немецкий 1-й корпус продолжил безуспешные атаки. После двухчасового артиллерийского огня 11-я и 61-я пехотные дивизии пошли в атаку, но были отбиты 80-м и 78-м пехотными полками соответственно. Однако на польском правом фланге корпус «Водриг» захватил два ключевых пункта польской обороны: Жабоклик и Гору Каменьскую, и в польской обороне образовалась брешь в районе Дембска и Носаржево. Почувствовав слабость польского правого фланга, фон Кюхлер перебросил ночным маршем танковую дивизию «Кампф» в сторону Женгново, чтобы подготовиться к атаке на следующий день. Поляки оказались в критической ситуации, и их командование приняло решение организовать на следующий день контрнаступление силами подходившей 8-й дивизии.
3 сентября 8-я дивизия начала контрнаступление по расходящимся направлениям: 21-й пехотный атаковал на восток, в сторону Пшасныша, 13-й пехотный полк — на север, на Грудуск, а 32-й пехотный полк — на северо-запад, в сторону Дембска. Благодаря воздушной разведке немецкое командование было осведомлено о планах поляков и парировало их удар. Когда ночью со стороны Грудуска подошла немецкая бронетехника, оба полка, 13-й и 32-й, запаниковали и начали беспорядочное отступление. К 22:00 дивизия была в основном уничтожена. 21-й пехотный полк сохранил порядок и отходил, прикрывая разгромленные полки, в сторону Модлина.
На позициях 20-й дивизии немецким сапёрам наконец удалось прорвать польские противотанковые заграждения. Немцы использовали местных жителей в качестве живого щита, что позволило им наконец захватить несколько бункеров на левом фланге польских войск, но не смогли продвинуться вперед. На правом фланге, на участке фронта Жегнув к востоку от болот, атаки были более успешными, и ближе к вечеру части немецкого корпуса «Водриг» наконец прорвались через позиции 79-го пехотного полка в тыл полякам. Это расширило разрыв фронта в районе Грудуска.
4 сентября, в 09:00, из-за невозможности удержать фланговые с востока позиции генерал Эмиль Крукович-Пшедржимирский приказал 20-й и остаткам 8-й дивизии отойти в сторону Варшавы и Модлина, окончательно оставив укреплённые позиции. К 10:00 польские солдаты оставили Млаву. Немецкое командование организовало массированные воздушные бомбардировки отступающих польских войск, что привело в течение дня к полной дезорганизации 20-й пехотной дивизии.

## Результаты
6 сентября 1939 года войска 1-го армейского корпуса вермахта без сопротивления пересекли реку Нарев и 13 сентября достигли района Модлин — Варшава с востока, завершив окружение крепости и города.